# Христич, Стеван
Стеван Хри́стич (серб. Стеван Христић; 7 (19) июня 1885, Белград, Королевство Сербия, ныне Сербия — 21 августа 1958, там же) — сербский композитор, дирижёр и педагог. Один из основоположников современной сербской композиторской школы и один из организаторов музыкального образования. Член Сербской академии наук и искусств (с 1950).

## Биография
Родился в семье дипломата Косты Христича, который в свою очередь — сын известного политика Николы Христича. Первоначальное музыкальное образование получил в Вене у Петара Стояновича (скрипка) и в Сербской музыкальной школе в Белграде у Цветко Манойловича (фортепиано) и Стевана Мокраняца (теоретические предметы). В 1904—1908 годах учился в Лейпцигской консерватории у Штефана Креля, Р. Хофмана (теоретические предметы) и Артура Никиша (дирижирование). В 1910 году изучал в Москве церковную музыку под руководством Александра Кастальского и в Риме под руководстром Лоренцо Перози. Работал в Белграде. С 1908—1909 годах преподавал в Сербской музыкальной школе. Дирижёрский дебют состоялся в 1912 году в Национальном театре, чьим директором был в 1924—1934 годах и одновременно руководил и дирижировал оркестром Белградского филармонического общества, участвовал в создании открытой в 1937 году Музыкальной академии, где со времени её основания до 1950 года был профессором композиции и инструментовки, а в 1943—1944 годах — ректором. В 1952—1954 годах — председатель Союза композиторов Сербии, а в 1950—1953 годах — председатель Союза композиторов Югославии. Писал хоры a cappella, церковную и детскую музыку; романсы на стихи югославских поэтов; музыку к спектаклям и фильмам.

## Сочинения
- балет «Охридская легенда» / Охридска легенда (1947, Белград; 2-я редакция 1958, Москва[1])
- музыкальная драма «Сумерки» / Сутон (1925; 2-я редакция 1954, Белград)
- рапсодия для фортепиано с оркестром (1944)
- оратория «Воскресение» / Васкрсење (1912)
- «Песня свободы» для хора и оркестра / Песма слободе
- симфоническая поэма «В деревне» / На селу (1935)
- «Враневская сюита» для камерного оркестра / Врањанска свита (1948)
- симфоническая фантазия для скрипки (1908)
- «Осень» для хора / Јесен
- «Звезда» для хора
- «Дубровницкий реквием» для хора / Дубровачки реквијем (1930)